# Héctor Rafael Rodríguez Rodríguez
Héctor Rafael Rodríguez Rodríguez MSC (Sánchez, 13 de enero de 1961) es un eclesiástico católico dominicano. Es el arzobispo de Santiago de los Caballeros desde octubre de 2023. Fue obispo de La Vega, de 2015 a 2023.

## Biografía
Héctor Rafael nació el 13 de enero de 1961 en el municipio dominicano de Sánchez, Samaná.
Estudió Filosofía (1981-1984) y Teología (1984-1989) en el Seminario Pontificio Santo Tomás de Aquino, donde también completó su pasantía pastoral.
Fue enviado a Roma, donde tras realizar estudios en la Pontificia Universidad Gregoriana (1989-1991), obtuvo una licenciatura en Teología espiritual.
También realizó un curso para formadores.

### Vida religiosa
En 1976, ingresó en el Centro Vocacional de los Misioneros del Sagrado Corazón. Realizó la profesión solemne el 8 de septiembre de 1984. Su ordenación sacerdotal fue el 10 de junio de 1989, en la parroquia de Ntra. Sra. del Rosario en Sánchez.
Como sacerdote desempeñó los siguientes ministerios:
- Vicario parroquial de Castillo y de San José de las Matas (1991-1992).
- Director del Aspirantado del Centro Vocacional de los Misioneros del Sagrado Corazón (1992-1994).
- Director del Post-Noviciado de su congregación (1994-2000).
- Maestro de Novicios de su congregación (2001-2006).
- Provincial de los Misioneros del Sagrado Corazón en la República Dominicana (2006-2012).
- Miembro del Cuerpo Directivo de la Conferencia Dominicana de Religiosos y Religiosas (2010).
- Primer Consejero general de los Misioneros del Sagrado Corazón (2012-2015).

## Episcopado

### Obispo de La Vega
El  23 de febrero de 2015, el papa Francisco lo nombró obispo de La Vega.
Fue consagrado el 9 de mayo del mismo año, en la Catedral de La Vega, a manos del cardenal-arzobispo Nicolás de Jesús López Rodríguez. Tomó posesión canónica el mismo día de su ordenación.
Fue elegido presidente de la Conferencia del Episcopado Dominicano el 7 de julio de 2023.

### Arzobispo de Santiago
El 7 de octubre de 2023, fue nombrado arzobispo de Santiago de los Caballeros. Tomó posesión canónica de la Arquidiócesis el 2 de diciembre de 2023, en el salón multiusos de la Pontificia Universidad Católica Madre y Maestra.
| Predecesor: Freddy Antonio de Jesús Bretón Martínez | Arzobispo Metropolitano de Santiago de los Caballeros 2023               | Sucesor: En el cargo        |
| Predecesor: Freddy Antonio de Jesús Bretón Martínez | Presidente de la Conferencia del Episcopado Dominicano 2023 - Actualidad | Sucesor: En el cargo        |
| Predecesor: Gabriel Antonio Camilo González         | Obispo de La Vega 2015 - 2023                                            | Sucesor: Sede vacante       |
| Predecesor: José Dolores Grullón Estrella           | Vicepresidente de la Conferencia del Episcopado Dominicano 2017- 2023    | Sucesor: Jesús Castro Marte |